# Karakas Hedvig
Karakas Hedvig (Szolnok, 1990. február 21. –) Európa-bajnok, világbajnoki bronzérmes magyar cselgáncsozó.

## Sportpályafutása
2005-ben a Wadokai JC versenyzőjeként ifjúsági Eb-n aranyérmes volt. A junior Eb-n és a csapat-Eb-n bronzérmet szerzett. Az U23-as Európa-bajnokságon nem szerzett helyezést. A következő évben ismét ifjúsági Európa-bajnok lett. A 2007-es és a 2008-as junior Európa-bajnokságokon második volt. A 2008-as junior vb-n kiesett. 2007-ben már a Miskolci VSC színeiben versenyzett.
2009-ben a világ- és az Európa-bajnokságon is harmadik lett. A junior vb-n és az Eb-n egyaránt első helyen végzett. Az U23-as kontinensbajnokságon hetedik volt. A csapat Európa-bajnokságon harmadik volt. Prágában vk-versenyen győzött. A következő évben harmadik volt az Eb-n. A vb-n hetedik helyezett lett. Tallinnban és Birminghamben vk-versenyt nyert. 2011-ben kiesett az Eb-n és a vb-n is. Almatiban vk-versenyt nyert. A 2012-es Eb-n hetedik lett.
A 2012-es olimpiára kvótát szerzett. A selejtezőben a spanyol Concepción Bellorín ellen, a mérkőzés vége előtt 12 másodperccel szerzett ipponal győzött. A nyolcaddöntőben, a brazil Rafaele Silva szabálytalan akciót próbált végrehajtani Karakason, amiért a dél-amerikait leléptették. A nyolc között a román Corina Căprioriu ellen bírói döntéssel kikapott. A visszamérkőzésen az orosz Irina Zablugyinát a hosszabbításban verte meg. A sportolónő a francia Automne Pavia elleni bronzmérkőzését elvesztette, így végül az ötödik helyen végzett.
A 2013-as budapesti Európa-bajnokságon ötödik helyezést ért el. A riói világbajnokságon a 32 között kiesett. 2014-ben hetedik helyen végzett az Európa-bajnokságon. A 2015. évi Európa-játékokon ezüstérmes volt. A 2015-ös világbajnokságon hetedik volt. A 2016-os Európa-bajnokságon kiesett.
A 2016-os olimpián a 7. helyen végzett, miután az első két mérkőzését megnyerte, majd a negyeddöntőben kikapott a hazai pályán versenyző Rafaela Silvától, majd a vigaszágon a tajvani Lien Csen-ling is jobbnak bizonyult nála. Szeptemberben térdműtéten esett át. 2017 januárjában a bokaszalagját operálják. Így a 2017-es Európa-bajnokságot kihagyja.
A 2018-as düsseldorfi Grand Slam-en ezüstérmet szerzett. A jekatyerinburgi Grand Slamen  5. helyen zárt. Az Európa-bajnokságon 7. helyen végzett. A  hohhoti Grand Prix-n 5. helyen zárt.
A 2020-as prágai Eb-n a portugál Telma Monteirót legyőzve aranyérmes lett.
A tokiói olimpián az 57 kilogrammosok versenyében a legjobb 16 közé jutásért kikapott a lengyel Julia Kowalczyktól és kiesett.
A 2022-es Európa-bajnokságon kiesett. 2023 áprilisában lemondta a válogatott szereplést.
Sportolói pályafutása után a Nemzetközi Judo Szövetség (IJF) munkatársa lett. 2025 júniusában beválasztották a szervezet végrehajtó bizottságába.

## Díjai, elismerései
- Az év legjobb európai junior cselgáncsozója (2009)
- Az év Borsod-Abaúj-Zemplén megyei sportolója (2009, 2010)
- Az év magyar junior sportolója (2009)
- Nemzeti Sportszövetség Az év utánpótláskorú sportolója, harmadik helyezett (2009)
- Magyar Ezüst Érdemkereszt (2012)
- Junior Prima díj (2012)
- Az év magyar cselgáncsozója (2015,[24] 2020[25])
- Az év női sportolója (2020)[26]